# Eudorylas alternatus
Eudorylas alternatus är en tvåvingeart som beskrevs av Cresson 1910. Eudorylas alternatus ingår i släktet Eudorylas och familjen ögonflugor.
Artens utbredningsområde är Arizona. Inga underarter finns listade i Catalogue of Life.